# Fabrizio Cassol
Fabrizio Cassol (* 8. Juni 1964 in Ougrée) ist ein belgischer Jazz-Saxophonist (Alt, Aulochrom), Klarinettist, Komponist und Arrangeur.

## Leben und Wirken
Cassol besuchte 1982 bis 1985 das Konservatorium in Lüttich (Kammermusik, Improvisation, Komposition). 1984 studierte er mit einem Stipendium Saxophon bei Francois Daneels, gefolgt von Seminaren bei John Ruocco, Steve Coleman, Joe Lovano und Evan Parker. 1984 bis 1992 spielte er im „Trio Bravo“ mit dem Tuba-Spieler und Posaunisten Michel Massot und dem Schlagzeuger Michel Debrulle. Mit dem Trio trat er auf Festivals auf, veröffentlichte er mehrere Alben, spielte für Ballet- und Zirkusprojekte und für Film Soundtracks („Monsieur Hergé“).
Er ist mit Michel Hatzegiorgiou (elektrische Bassgitarre) und Stéphane Galland Gründer und Leiter der Fusion-Band „Aka Moon“ (1993). Benannt ist die Gruppe nach einem Pygmäenstamm, mit dem sie einige Zeit Anfang der 1990er Jahre in Zentralafrika lebten und mit denen sie auch eine CD aufnahmen. Sie nahmen auch mit westafrikanischen (in „Live at Vooruit“) und indischen Musikern (beginnend mit „Akasha“) auf und brachten bis 2006 fünfzehn CDs heraus. Bei Aka Moon wirkten u. a. David Linx (auf „Elohim“), Éric Legnini, Malik Mezzadri (auf „Amazir“ mit Robin Eubanks), Marc Ducret (auf „Ganesh“), David Gilmore (auf „Guitars“) und Pierre Van Dormael mit.
Daneben spielte Cassol mit Steve Lacy, „Nasa Na“ von Pierre Van Dormael, Vinko Globokar, dem „James Baldwin Project“ von David Linx, der „ACT Big Band“ von Félix Simtaine und Michel Herr, Charles Loos, Jacques Pelzer, Rita Marcotulli, Eric Legnini und Palle Danielsson. Zu hören ist er u. a. auch in Amir ElSaffars The Other Shore (2021).
Als Komponist komponierte Cassol (neben Stücken für eigene Bands wie Aka Moon) Tanzmusik (für Brigitte Kaquet). 1995 komponierte er mit Kris Defoort „Variations on A Love Supreme“ für Jazz Middelheim (Album bei De Werf 1995). 2006 entstand sein Album VSPRS, das durch Claudio Monteverdis Vespro della Beata Vergine inspiriert ist (mit Aka Moon, Wim Becu, Tcha Limberger, Claron McFadden, Cristina Zavalloni). Sein Album Requiem pour L., das eine weltmusikalische Adaption von Mozarts Requiem für Akkordeon, Gitarre, Bass und Schlagzeug, Euphonium und Lamellenharfe ist, mit sieben Sängern, die in fünf afrikanischen Sprachen und Latein vortragen, wurde im 1. Quartal 2019 ausgezeichnet und auf die Bestenliste des Preises der Deutschen Schallplattenkritik gesetzt: „Ein aufwühlender, alle Sinne berührender Beitrag zur ars moriendi, der wohl wichtigsten Welt- und Lebenskunst!“
1998 erhielt Cassol den Django d’Or (Belgien) als „Etablierter Musiker“. Im selben Jahr wurde die Band „Aka Moon“ von belgischen Radiohörern zur besten (belgischen und europäischen) Combo des Jahres gewählt.
Seit 1989 lehrt Cassol Improvisation an der Musikakademie Etterbeek.